# Adulske Alpe
Adulske Alpe, tudi Lepontinske Alpe (nemško Lepontinische Alpen, francosko Alpes lépontines, italijansko Alpi Lepontine) so gorsko območje v severozahodnem delu Alp. Nahajajo se v Švici (Valais, kanton Ticino, Kanton Uri in Graubünden) in Italiji (Piemont in Lombardija). Najvišji vrh je Monte Leone (3553 m). Obsega gorski svet južno od doline zgornjega Rena ter zahodno od prelaza San Bernardino. Večinoma je sestavljeno iz kristalinskih kamnin, je pa malo ledenikov. Severni del odteka v Ren, južni pa v pritoke Pada.
Železniški predor Simplon (od Briga do Domodossole), Bazni predor Gotthard (od Erstfelda do Bodia) in cestni predor Gotthard (od Andermatta do Airola) in cestni predor San Bernardino so pomembne prometne žile.
Vzhodni del Adulskih Alp, od prelaza St. Gotthard do prelaza Splügen, se imenujejo Lepontinske Alpe, medtem ko so zahodni del v preteklosti imenovali Ticinske Alpe.

## Etimologija
Oznaka Lepontinske Alpe, ki izhaja iz latinskega imena Val Leventina, se že dolgo nejasno uporablja za alpsko območje, ki ga obdajajo, preden se je uporabljalo za celotno območje.

## Geografija
Po črti, ki označuje delitev voda, ki tečejo v Pad od tistih, ki napajajo Rono ali Ren, glavni greben Adulskih Alp opisuje nekoliko nepravilen ovinek, konveksno proti severu, od prelaza Simplon do prelaza Splugen. Z izjemo Monte Leoneja, ki gleda na prelaz Simplon, so vrhovi tega dela verige po višini precej nižji od sosednjih verig; toda dva vrha skupine Adula, ki se končata na Rheinwaldhornu, sta višja od 3400 m.
Obsežno območje, ki leži južno od glavnega grebena, zavzemajo gorske verige, katerih vrhovi se včasih po višini ujemajo z razvodnim grebenom in jih prerežejo globoke doline, od katerih tri konvergirajo v porečje jezera Maggiore in Komskega jezera, najgloblje od vseh jezer na južni strani Alp. Najpomembnejša od teh dolin je Val Leventina ali Zgornja dolina Ticina. Ta je bila znana že v antiki, saj vodi do prelaza St. Gotthard, ene najlažjih komunikacijskih poti med severno in južno Evropo.
Adulske Alpe odvajajo reke Rono na zahod, Reuss na sever, Ren (Vorderrhein in Hinterrhein) na vzhod ter Ticino in Toce na jug.

### Omejitve po SOIUSA
- Severozahod: Bernske Alpe v širšem smislu, ločene z Rono in prelazoma Goms in Furka
- Severovzhod: Glarnske Alpe v širšem pomenu, ločene s prelazom Oberalp in Vorderrheinom
- Zahod: Valaiske Alpe, ki jih omejujejo Saltina, prelaz Simplon, Chrummbach, Toce
- Jug: tu izolacijska črta, ki približno sledi črti Centovalli - Locarno - Bellinzona – prelaz San-Jorio, ločuje Luganske Predalpe.

- Prelaz Geren
- Pizzo di Claro
- Prelaz Greina
- Basodino
- Piz Medel

## Nekaj najvišjih vrhov
| Ime            | Nadmorska višina m |
| -------------- | ------------------ |
| Monte Leone    | 3553               |
| Breithorn      | 3438               |
| Rheinwaldhorn  | 3402               |
| Güferhorn      | 3393               |
| Blinnenhorn    | 3384               |
| Basòdino       | 3276               |
| Pizzo Tambo    | 3276               |
| Helsenhorn     | 3274               |
| Wasenhorn      | 3255               |
| Ofenhorn       | 3242               |
| Scherbadung    | 3213               |
| Piz Medel      | 3203               |
| Scopí          | 3200               |
| Pizzo Rotondo  | 3197               |
| Piz Terri      | 3151               |
| Piz Aul        | 3124               |
| Pizzo Pesciora | 3120               |

## Ledeniki
Največji ledeniki so:
- Gries
- Paradies
- Basodino